# Station Kúty
Station Kúty (Slowaaks: Železničná stanica Kúty) is een belangrijk spoorwegstation en - knooppunt in de Slowaakse gemeente Kúty.

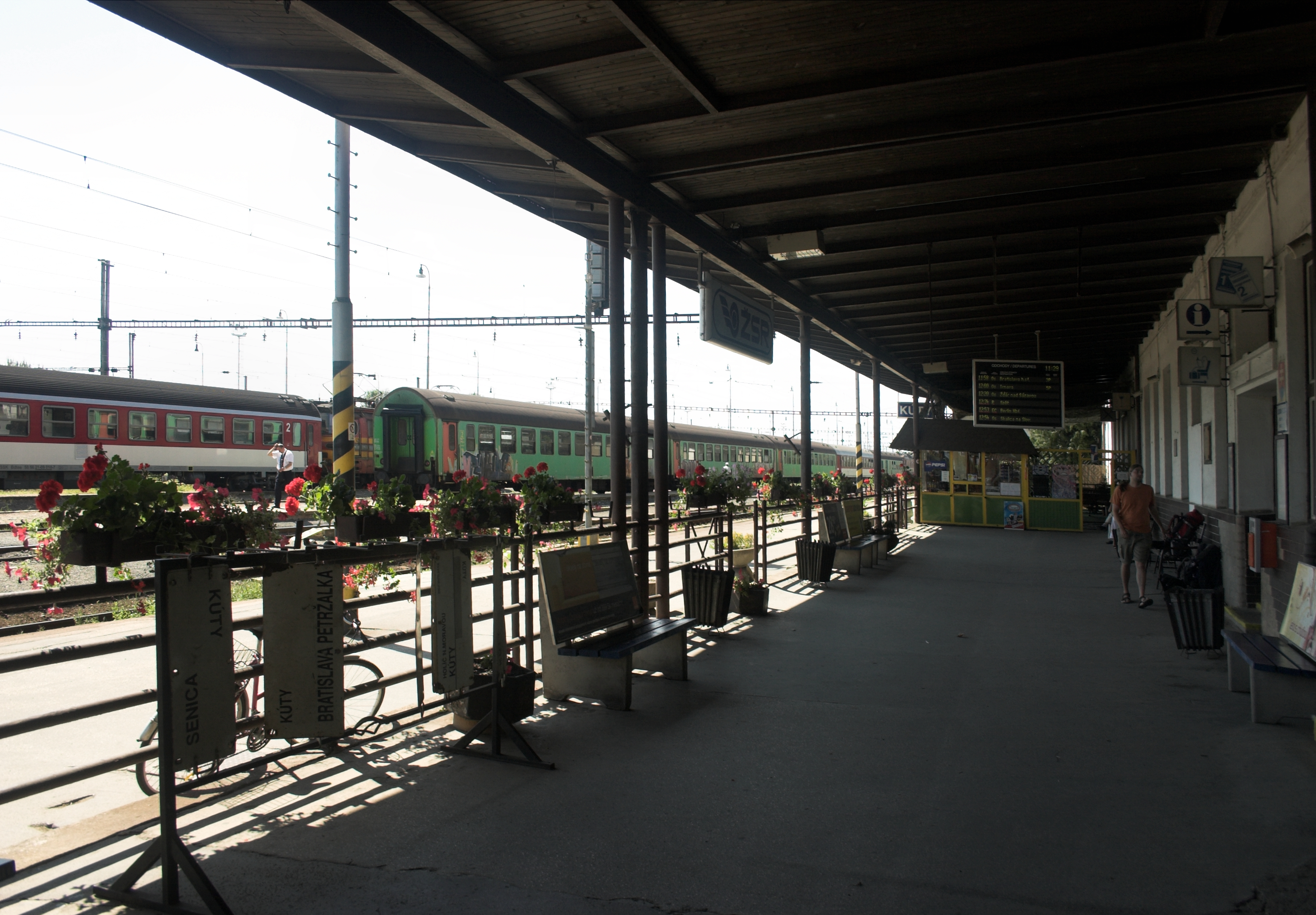
Zicht op het perron

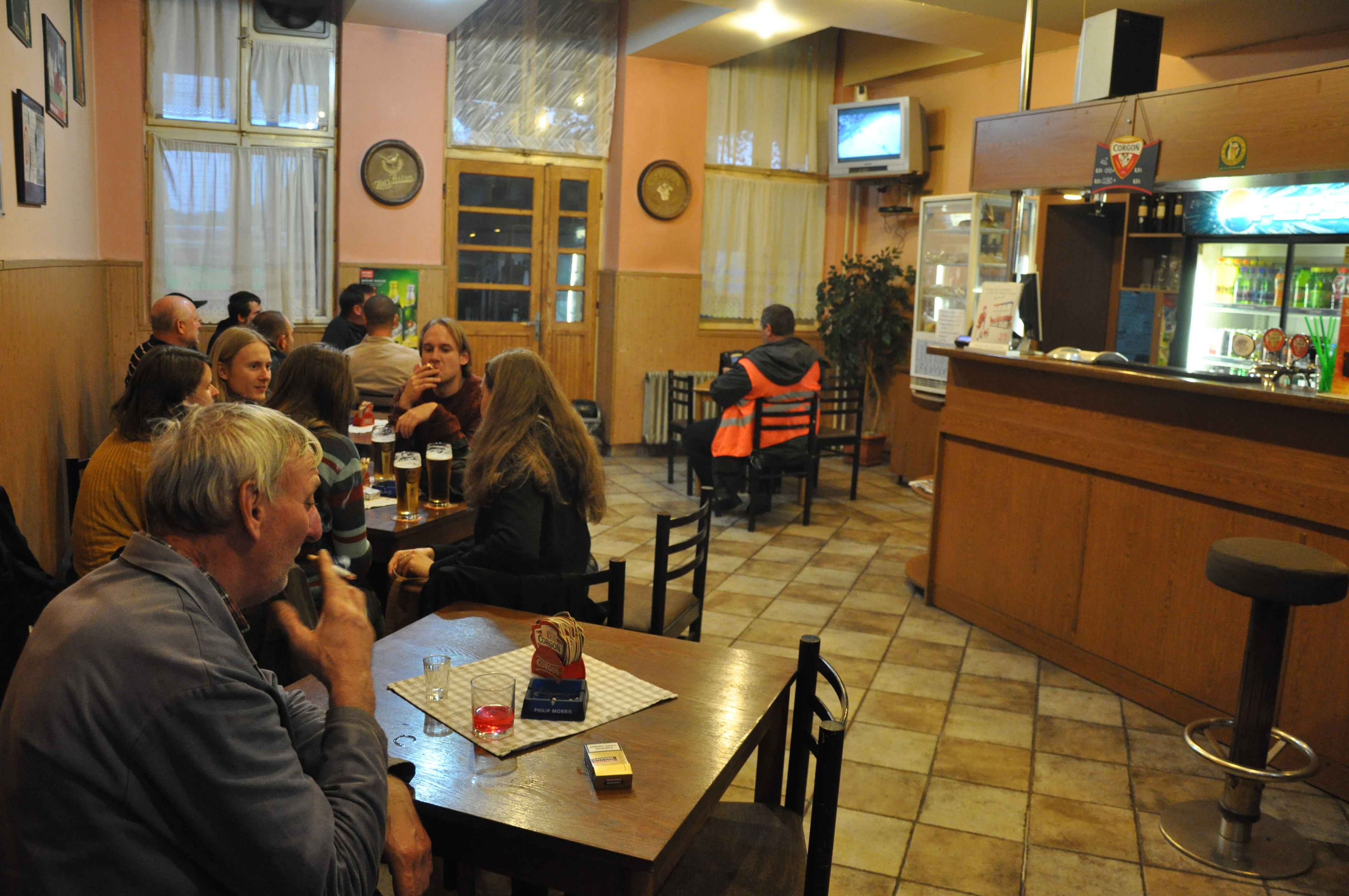
Stationsbuffet

## Ligging
Het station is gelegen in het westen van Slowakije, vlak bij de grens, aan het drielandenpunt « Slowakije - Tsjechië - Oostenrijk ». Het is een grensstation voor het spoorverkeer van en naar Tsjechië. 
In Kúty ligt het station uitgestrekt langs de oostelijke gemeentegrens. Het is bereikbaar via de straat: « Železničiarska ».

## Lijnen
Het station werd in dienst gesteld in 1889 en bedient de volgende lijnen:
- 110: Bratislava – Břeclav
- 114: Kúty – Sudoměřice (Tsjechië)
- 116: Kúty – Trnava
- 250: Kúty – Brno (Tsjechië) – Havlíčkův Brod (Tsjechië)

## Treindienst
Afhankelijk van de lijn en de bestemming, rijden er regelmatig treinen van de volgende categorieën:
- EC (EuroCity),
- EN (EuroNight),
- Ex (Expresný vlak)[1],
- IC (InterCity),
- Os (Osobný vlak: stoptrein),
- R (Rýchlik)[2],
- RR (Regionálny rýchlik)[3]

## Dienstverlening
Anno 2025 is er een loket met personeel van de ŽSSK, dat informatie verstrekt en vervoersdocumenten aflevert. Zie de externe link "ŽSSK - Station - Openingsuren".
Er is een stationsbuffet.
Voor stedelijk en regionaal vervoer zijn er vlak bij het station bushalten.
Een "Park and ridezone" ligt tegenover het ontvangstgebouw.